# Марк Веббер (актор)
Марк Аллен Веббер (англ. Mark Webber; нар.19 липня 1980, Міннеаполіс) — американський актор, режисер, оператор, сценарист. 

## Біографія
Марк народився в Міннеаполісі, штат Міннесота. Батько покинув його матір ще до його народження. Пізніше Марк та його мати (Чері Гонкала) стали захищати права безхатьків, оскільки самі пережили період бідності в своєму житті.

## Кар'єра
Акторська кар'єра Веббера почалась у 1998 році. Найчастіше Марк знімається в незалежних стрічках та грає персонажів зі складним характером. Першим режисерським досвідом актора став фільм «Явні хвороби» (2008). В 2012 році виходить наступна режисерська робота Марка — драма «Кінець кохання».
Марк зіграв Ентоні в романтичній комедії «Laggies» (2014). Його партнерами по знімальному майданчику стали Хлоя Морец, Кіра Найтлі та Сем Роквелл.

## Особисте життя
Одружений з австралійською актрисою Терезою Палмер. В лютому 2014 року в пари народився син Боді Рейн.

## Фільмографія

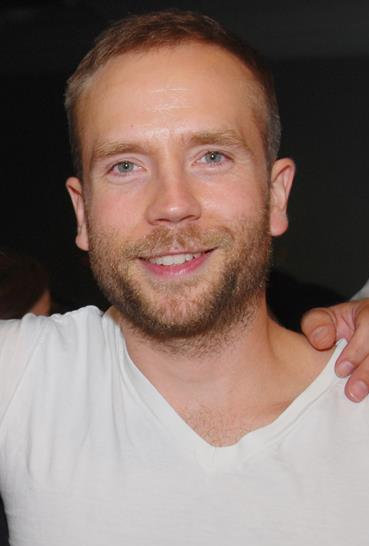
Марк Веббер, червень 2014

| Рік       |   | Українська назва           | Оригінальна назва               | Роль           |
| --------- | - | -------------------------- | ------------------------------- | -------------- |
| 1998      | ф |                            | The Evil Within                 | Ральф          |
| 1998      | ф | Кордон міста               | Edge City                       | Джонні         |
| 1999      | ф | Син Ісуса                  | Jesus' Son                      | Джек           |
| 1999      | ф | Білі хлопчики              | Whiteboyz                       | Тревор         |
| 1999      | ф | Звели мене з розуму        | Drive Me Crazy                  | Дейв           |
| 2000      | ф | Звірофабрика               | Animal Factory                  | "Танк"         |
| 2000      | ф | Снігопад                   | Snow Day                        | Гел Брендстон  |
| 2000      | ф | У топці                    | Boiler Room                     |                |
| 2001      | ф | Казкар                     | Storytelling                    |                |
| 2001      | ф | Стіни Челсі                | Chelsea Walls                   |                |
| 2002      | ф | Проект Ларамі              | The Laramie Project             | Аарон          |
| 2002      | ф | Потрібні люди              | People I Know                   | Росс           |
| 2002      | ф | Голлівудський кінець       | Hollywood Ending                | Тоні           |
| 2002      | ф | Вуличні художники          | Bomb the System                 | Ентоні Кампо   |
| 2004      | ф | Зимове сонцестояння        | Winter Solstice                 | Піт Вінтерс    |
| 2004      | ф | Люба Венді                 | Dear Wendy                      | Стіві          |
| 2005—2011 | с | Медіум                     | Medium                          |                |
| 2005      | ф | Зламані квіти              | Broken Flowers                  | Юнак           |
| 2006      | ф | Як син                     | Just Like the Son               | Деніел         |
| 2006      | ф | Найжаркіший штат           | The Hottest State               | Вільям Гардінг |
| 2007      | ф | Зброя                      | Weapons                         | Шон            |
| 2007      | ф | Хороше життя               | The Good Life                   | Джейсон Преєр  |
| 2007      | ф |                            | The Memory Thief                | Лукас          |
| 2008      | ф |                            | T Takes                         |                |
| 2008      | ф |                            | Good Dick                       | Дерек          |
| 2009      | ф |                            | Life Is Hot in Cracktown        | Рідлі          |
| 2009      | ф | Психоаналітик              | Shrink                          | Джеремі        |
| 2010      | ф | Скотт Пілігрим проти світу | Scott Pilgrim vs. the World     | Стівен Стілс   |
| 2010      | ф |                            | Gift of the Magi                |                |
| 2011      | ф | Брехня                     | The Lie                         |                |
| 2012      | ф | Кінець кохання             | The End of Love                 | Марк           |
| 2012      | ф |                            | For a Good Time, Call...        | Шон            |
| 2012      | ф | Важлива дата               | Save the Date                   | Джонатан       |
| 2013      | ф | Прощавай, світ             | Goodbye World                   |                |
| 2013      | ф | 13 гріхів                  | 13 Sins                         | Елліот         |
| 2014      | ф | Джезабель                  | Jessabelle                      | Престон        |
| 2014      | ф |                            | Laggies                         | Ентоні         |
| 2014      | ф | Щасливе різдво             | Happy Christmas                 |                |
| 2015      | ф | Зелена кімната             | Green Room                      | Деніел         |
| 2015      | ф |                            | Uncanny                         | Девід Крессен  |
| 2015      | ф |                            | The Scent of Rain and Lightning | Чейз           |
| 2024      | ф | Шлях відплати              | Trigger Warning                 | Джессі Свонн   |